# Tija Gomilar Zickero
Tija Gomilar Zickero (* 12. Mai 2000 in Ljubljana) ist eine slowenische Handballspielerin.

## Karriere
Von 2017 bis 2022 spielte sie für RK Krim, mit dem sie sechs Mal die slowenische Meisterschaft und vier Mal den slowenischen Pokal gewann. Zudem spielte sie in der Champions League und erreichte 2022 das Viertelfinale. In der Saison 2022/23 spielte sie für den deutschen Erstligisten Sport-Union Neckarsulm. Nach einer Saison verließ sie den Verein.
Mit der Nationalmannschaft Sloweniens nahm sie an der Europameisterschaft 2020, an der Weltmeisterschaft 2021 und an der Europameisterschaft 2022 teil.